# Trip Through Your Wires
«Trip Through The Wires» es la octava canción del disco The Joshua Tree (1987) del grupo irlandés U2.
La canción tiene una parte de armónica muy expresiva tocada por Bono que junto al ritmo de blues confiere al tema un aire alegre que equilibra muy bien el disco. 
El tema fue publicado como single promocional en Australia, y se distribuyeron 500 copias numeradas a mano. Le acompañaban las caras-B «Luminous Times (Hold on to Love)», «Spanish Eyes» y «Silver and Gold».

## Historia
Tras la gira Unforgettable Fire Tour, comenzaron a trabajar con el material para su siguiente álbum, y decidieron ofrecer una actuación en la televisión irlandesa RTE para probar un par de canciones a medio escribir, «Woman Fish», que nunca vio la luz, y «Trip Trough your Wires», que por entonces tenía una letra distinta. 
Según la autobiografía U2 por U2, Bono compuso la canción en unos minutos: «me la inspiraron una serie de conversaciones telefónicas que tuve con una persona fascinante que fingía ser otra persona».
Según Bono, la canción tenía que escucharse en el mismo contexto que otra que nunca entró en el álbum, «The Sweetest Thing». que luego fue publicada como cara-B de «Where The Streets Have No Name». «The Sweetest Thing», fue más tarde regrabada y publicada como single junto al disco de grandes éxitos The Best of 1980-1990 (1998).

## En directo
- Tocada por primera vez el 30 de enero de 1986 en los Estudios RTE2, Dublín, Irlanda.
- Tocada por última vez el 20 de diciembre de 1987 en el Sun Devil Stadium, Tempe, Arizona.

Esta canción ha sido interpretada en directo al menos 86 veces.